# Kronenburg (Dahlem)

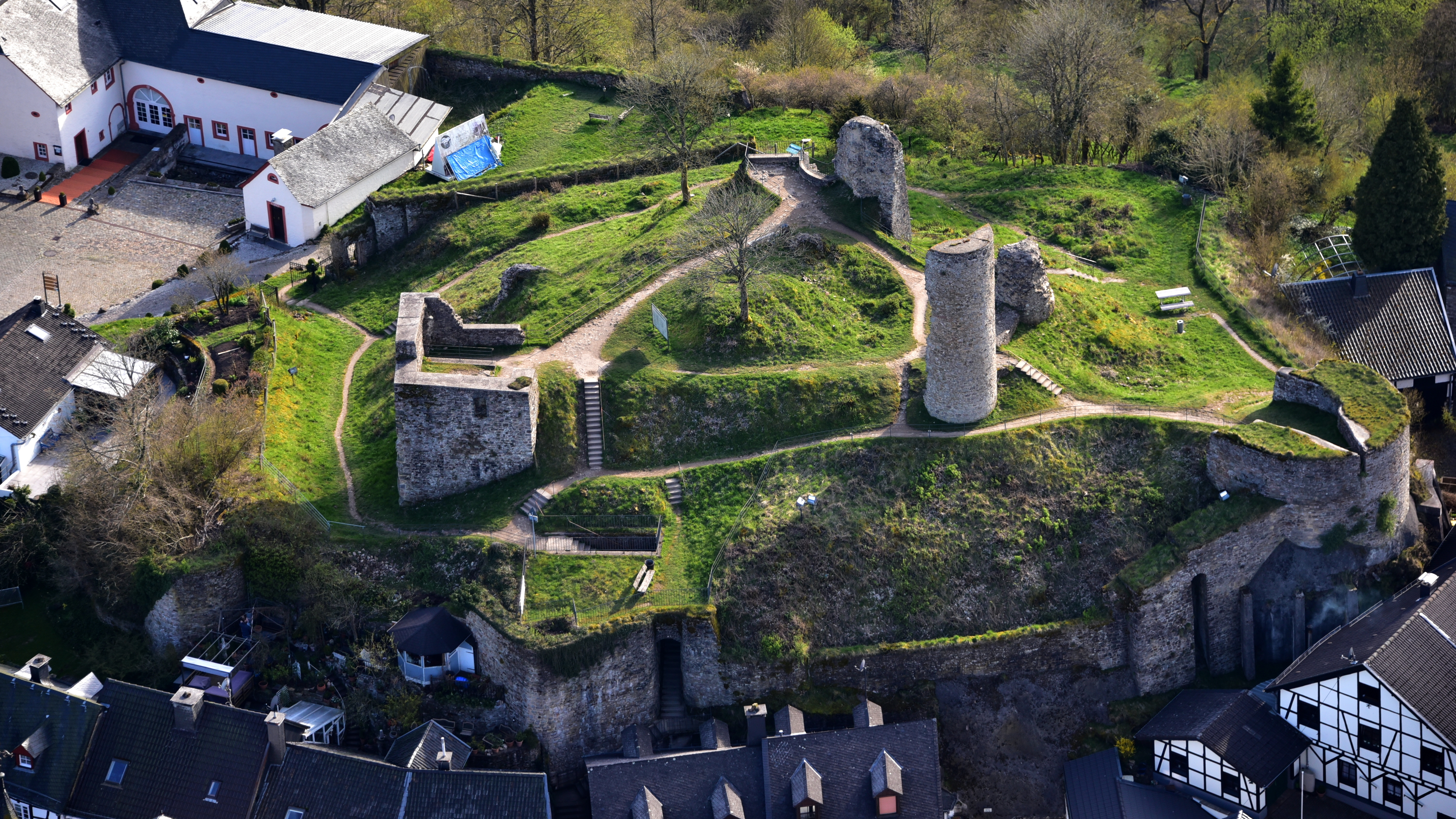
Burg Kronenburg, Luftaufnahme (2016)

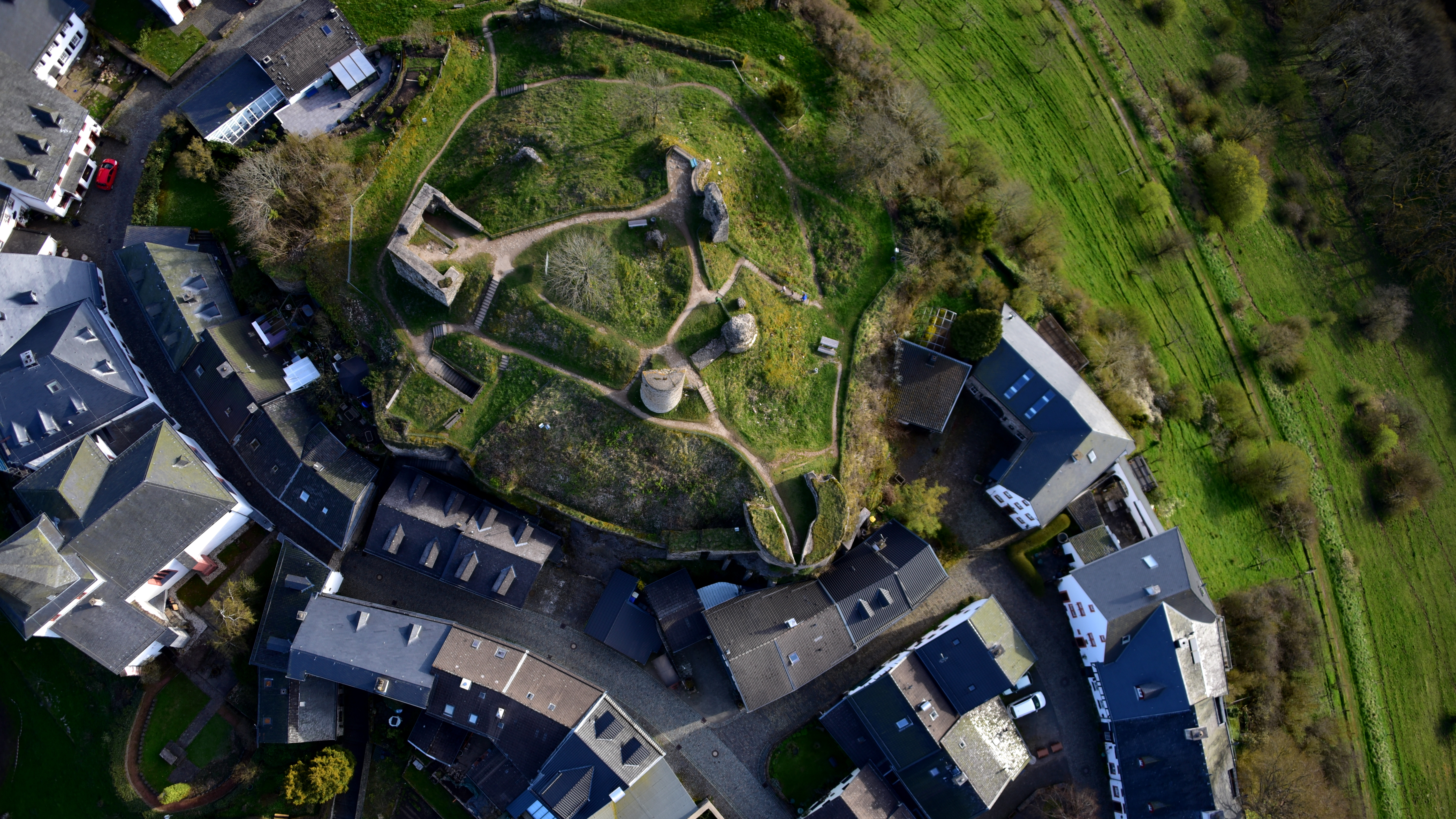
Burg Kronenburg, Senkrechtansicht

Die Kronenburg ist die Ruine einer Höhenburg über dem Kylltal und dem Kronenburger See auf 560 m ü. NN im Ortsteil Kronenburg der Gemeinde Dahlem im Kreis Euskirchen in Nordrhein-Westfalen.

## Geschichte
Der Burgort Kronenburg verdankt seine Entstehung seiner günstigen strategischen Lage über dem Oberen Kylltal. 
Kronenburg wurde erstmals im Jahre 1277 in einer Urkunde der Reichsabtei Stablo-Malmedy erwähnt. Zu dieser Zeit wurde Kronenburg vom Rittergeschlecht der Edlen von Dollendorf beherrscht. Kurzzeitig entwickelte sich ab 1327 eine eigenständige Kronenburger Linie. Als schließlich Ritter Peter von Kronenburg im Jahre 1414 ohne männliche Nachkommen starb, kam die Herrschaft Kronenburg in den Besitz der Grafen von Manderscheid.
Unter Karl V. fiel Kronenburg 1555 wegen seiner Zugehörigkeit zum Herzogtum Luxemburg bis zum Jahre 1715 unter spanische Herrschaft. Aus diesem Grund wird die ehemalige spanische Insel in der Eifel noch heute als „Spanisches Ländchen“ bezeichnet. Zu Beginn des 17. Jahrhunderts wurde Kronenburg von Pestepidemien heimgesucht, die bis 1680 andauerten.
1794 wurde Kronenburg von den Franzosen besetzt, unter deren Herrschaft der Ort als Kantonalhauptort im Departement der Ourthe fungierte. Kronenburg blieb auch in der nachfranzösischen Zeit Bürgermeisterei und zeitweise auch Sitz eines Notars. Im Zuge der Neuaufteilung Mitteleuropas nach der Niederlage Napoleons gelangte Kronenburg als Exklave zunächst an das Haus Mecklenburg-Strelitz und erst durch Tausch bzw. eine Abschlagszahlung 1819 an Preußen.
Der Kirchturm der auch als „Johanniterkirche“ bezeichneten Pfarrkirche St. Johann Baptist diente gleichzeitig als zusätzlicher Wehrturm der Burganlage.
In den Jahren zwischen 1921 und 1926 gab es auf der Ruine Kronenburg Tellspiele, aufgeführt von Kronenburger Laiendarstellern.
In der Mitte des 18. Jahrhunderts verfiel die Burg. Das Burghaus wurde während der Franzosenzeit privat veräußert.

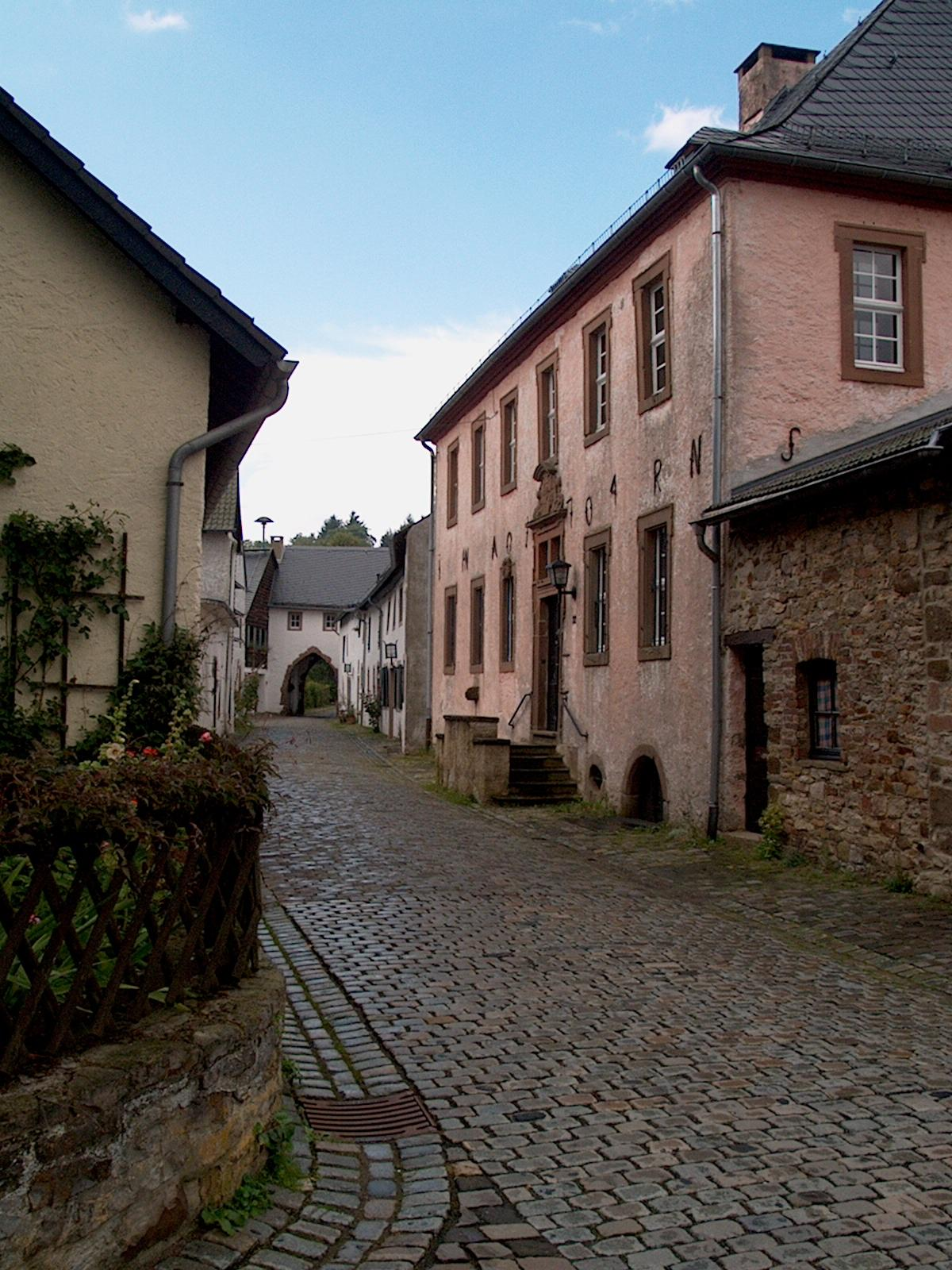
Burgbering mit Pallandthaus von 1704

- Siehe auch: Herrschaft Kronenburg